# Stora Rödsjön, Östergötland
Stora Rödsjön är en sjö i Boxholms kommun i Östergötland och ingår i Motala ströms huvudavrinningsområde. Sjön har en area på 0,221 kvadratkilometer och ligger 153,2 meter över havet.

## Delavrinningsområde
Stora Rödsjön ingår i det delavrinningsområde (645272-145846) som SMHI kallar för Mynnar i Lillån. Medelhöjden är 164 meter över havet och ytan är 41,35 kvadratkilometer. Det finns inga avrinningsområden uppströms utan avrinningsområdet är högsta punkten. Vattendraget som avvattnar avrinningsområdet har biflödesordning 4, vilket innebär att vattnet flödar genom totalt 4 vattendrag innan det når havet efter 136 kilometer. Avrinningsområdet består mestadels av skog (85 procent). Avrinningsområdet har 2,6 kvadratkilometer vattenytor vilket ger det en sjöprocent på 6,3 procent.